# Kocaelispor
Kocaelispor is een sportclub opgericht in 1966 te Izmit, Turkije. De voetbalclub speelt in het groen-zwart. De thuisbasis was het Izmit Ismetpaşastadion. Maar vanaf 1 juli 2018 worden de wedstrijden in het Kocaeli stadion gespeeld.

## Geschiedenis

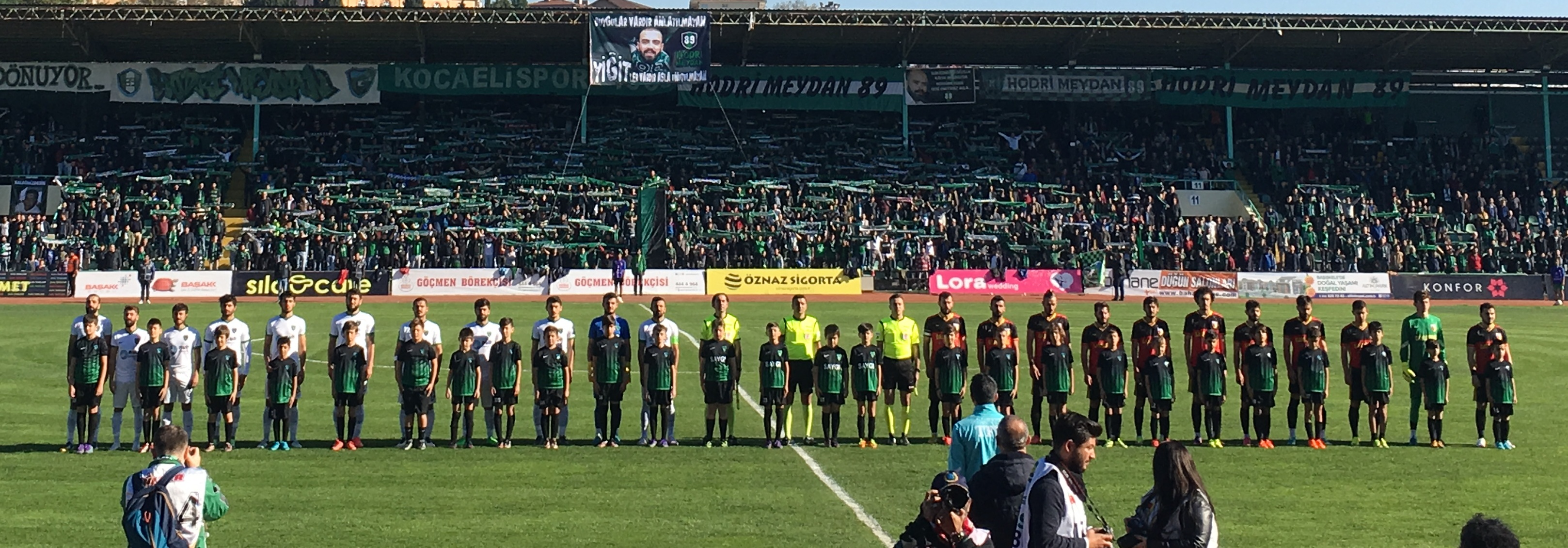
19 november 2016: Kocaelispor - Kizilcabolukspor

Kocaelispor werd in 1966 opgericht na een fusie van drie clubs: Baçspor, Izmit Gençlik en Doğanspor. De club werd drie maal kampioen in de Türkiye Futbol Federasyonu 1. Lig (de een na hoogste divisie); in het seizoen 1979/80, 1991/92 en 2007/08. In de 34 speeldagen durende competitie van 1991/92 wist de ploeg 83 punten te verzamelen. Naaste concurrent Zeytinburnuspor eindigde maar liefst 23 punten achter kampioen Kocaelispor. Hun beste prestatie in de Süper Lig was in het seizoen 1992/93, waarin ze, na winterkampioen te zijn geweest, uiteindelijk vierde werden van Turkije als promovendus. Dit betekende voor het eerst in de clubgeschiedenis kwalificatie voor het spelen van Europese wedstrijden. Hierin was de Portugese formatie Sporting Lissabon over twee wedstrijden de winnende partij. In 1995/96 werd Kocaelispor vijfde.
Kocaelispor heeft verder tweemaal de Turkse Beker gewonnen (in 1997 en 2002). Zeven maal werd de halve finale van het nationaal bekertoernooi bereikt.
In 2025 keerde de ploeg na vijftien seizoenen afwezigheid terug naar het hoogste niveau.

## Gespeelde divisies
- Süper Lig: 21

1980-1988, 1992-2003, 2008-2009, 2025-
- TFF 1. Lig: 27

1966-1980, 1988-1992, 2003-2008, 2009-2010, 2021-2022, 2023-2025
- TFF 2. Lig: 4

2010-2012, 2020-2021, 2022-2023
- TFF 3. Lig: 6

2012-2014, 2016-2020
- Bölgesel Amatör Lig: 2

2014-2016

## Kocaelispor in Europa
Uitslagen vanuit gezichtspunt Kocaelispor
| Seizoen | Competitie    | Ronde         | Land               | Club                      | Totaalscore  | 1e W    | 2e W       | PUC |
| ------- | ------------- | ------------- | ------------------ | ------------------------- | ------------ | ------- | ---------- | --- |
| 1993/94 | UEFA Cup      | 1R            | Vlag van Portugal  | Sporting Lissabon         | 0-2          | 0-0 (T) | 0-2 (U)    | 1.0 |
| 1996    | Intertoto Cup | Groep 11      | Vlag van Bulgarije | CSKA Sofia                | 1-3          | 1-3 (T) |            | 0.0 |
|         |               | Groep 11      | Vlag van Frankrijk | RC Strasbourg             | 1-1          | 1-1 (U) |            | 0.0 |
|         |               | Groep 11      | Vlag van Malta     | Hibernians FC             | 5-3          | 5-3 (T) |            | 0.0 |
|         |               | Groep 11 (4e) | Vlag van Rusland   | Oeralmasj Jekaterinenburg | 0-2          | 0-2 (U) |            | 0.0 |
| 1997/98 | Europacup II  | 1R            | Vlag van Roemenië  | Naţional Boekarest        | 2-1          | 2-0 (T) | 1-0 (U)    | 5.0 |
|         |               | 1/8           | Vlag van Rusland   | Lokomotiv Moskou          | 1-2          | 1-2 (U) | 0-0 (T)    | 5.0 |
| 1999    | Intertoto Cup | 2R            | Vlag van Letland   | FK Ventspils              | 3-1          | 1-1 (U) | 2-0 (T)    | 0.0 |
|         |               | 3R            | Vlag van Duitsland | MSV Duisburg              | 0-3          | 0-3 (T) | 0-0 (U)    | 0.0 |
| 2000    | Intertoto Cup | 1R            | Vlag van Litouwen  | FK Atlantas               | 1-1 (3-5 ns) | 0-1 (T) | 1-0 nv (U) | 0.0 |
| 2002/03 | UEFA Cup      | 1R            | Vlag van Hongarije | Ferencvárosi TC           | 0-5          | 0-4 (U) | 0-1 (T)    | 0.0 |

Totaal aantal punten voor UEFA coëfficiënten: 6.0

## Erelijst
| Nationaal           |    |                        |
| TFF 1. Lig          | 4x | 1980, 1992, 2008, 2025 |
| TFF 3. Lig          | 1x | 2020                   |
| Bölgesel Amatör Lig | 1x | 2016                   |
| Beker van Turkije   | 2x | 1997, 2002             |

## Bekende (ex-)spelers
- Orhan Ak
- Serhat Akın
- Fatih Akyel
- Uğur Boral
- Nuri Çolak
- Murat Hacıoğlu
- Cihan Haspolatli
- Tayfur Havutçu
- Ibrahim Kaş
- Serdar Kulbilge
- Saffet Sancaklı
- Tolga Seyhan
- Bülent Uygun
- Ayman Abdelaziz
- Capone
- Roman Dąbrowski a.k.a. Kaan Dobra
- Ahmed Hassan
- Nenad Jestrović
- Miško Mirković a.k.a. Mert Meriç
- John Moshoeu
- Fahrudin Omerović
- Milan Timko